# Koki Shimosaka
Koki Shimosaka (født 25. september 1993) er en japansk fodboldspiller, som spiller for den japanske fodboldklub FC Machida Zelvia.